# Arctic National Wildlife Refuge
Arctic National Wildlife Refuge är ett viltreservat, en nationalpark som ligger i nordöstra Alaska, USA.

## Geografi
Reservatet har en sammanlagd area på ca 76.889 km² där ca 32.374 km² är utnämnda till särskilt Wilderness Area. Reservatet sträcker sig från Kaktovik i norr till Brooks Range-bergen i söder.
Reservatet är habitat för cirka 45 olika arter av däggdjur, 36 olika fiskar och 180 olika fåglar .
Arctic National Wildlife Refuge förvaltas av United States Fish and Wildlife Service.

## Historia
Arctic National Wildlife Refuge grundades 1960 och omfattade då endast ett mindre område . I området finns orten Kaktovik.
1977 började man utvinna olja vid Prudhoe Bay Oil Field vid Prudhoe Bay.
I december 1980 utökades reservatområdet med ytterligare områden och det har därefter vuxit genom ytterligare utökningar genom åren. I samband med utvidgningen bestämdes att ingen fick bo i området, med undantag för de sex familjer av vita nybyggare som redan bodde där. Numer är det bara Heimo Korth och hans familj som är kvar.